# تشارلز ريفيير
تشارلز ريفيير (بالفرنسية: Charles Rivière)‏ هو رسام فرنسي، ولد في 1848 في أورليان في فرنسا، وتوفي في 1920 في باريس في فرنسا.

## معرض صور

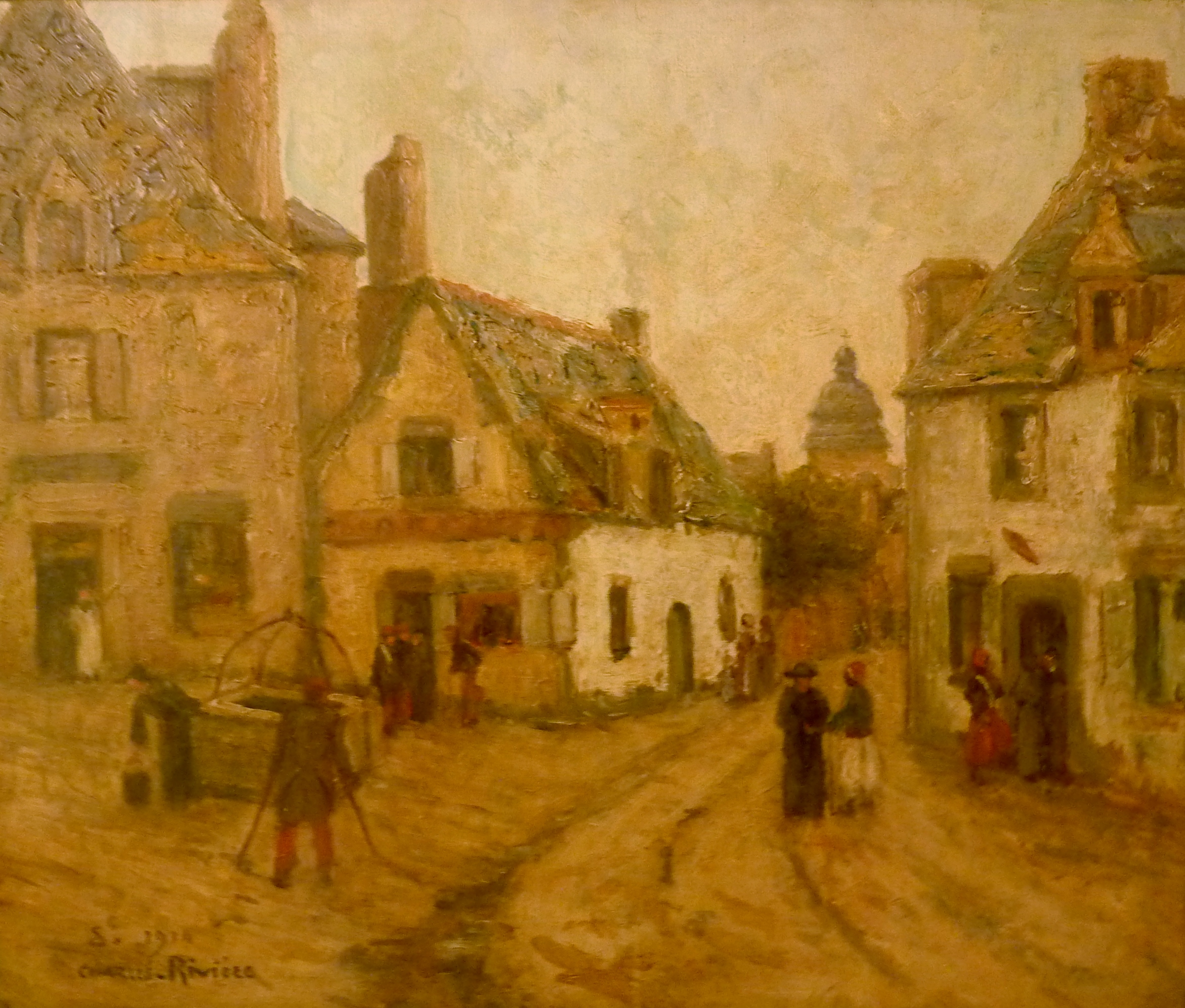
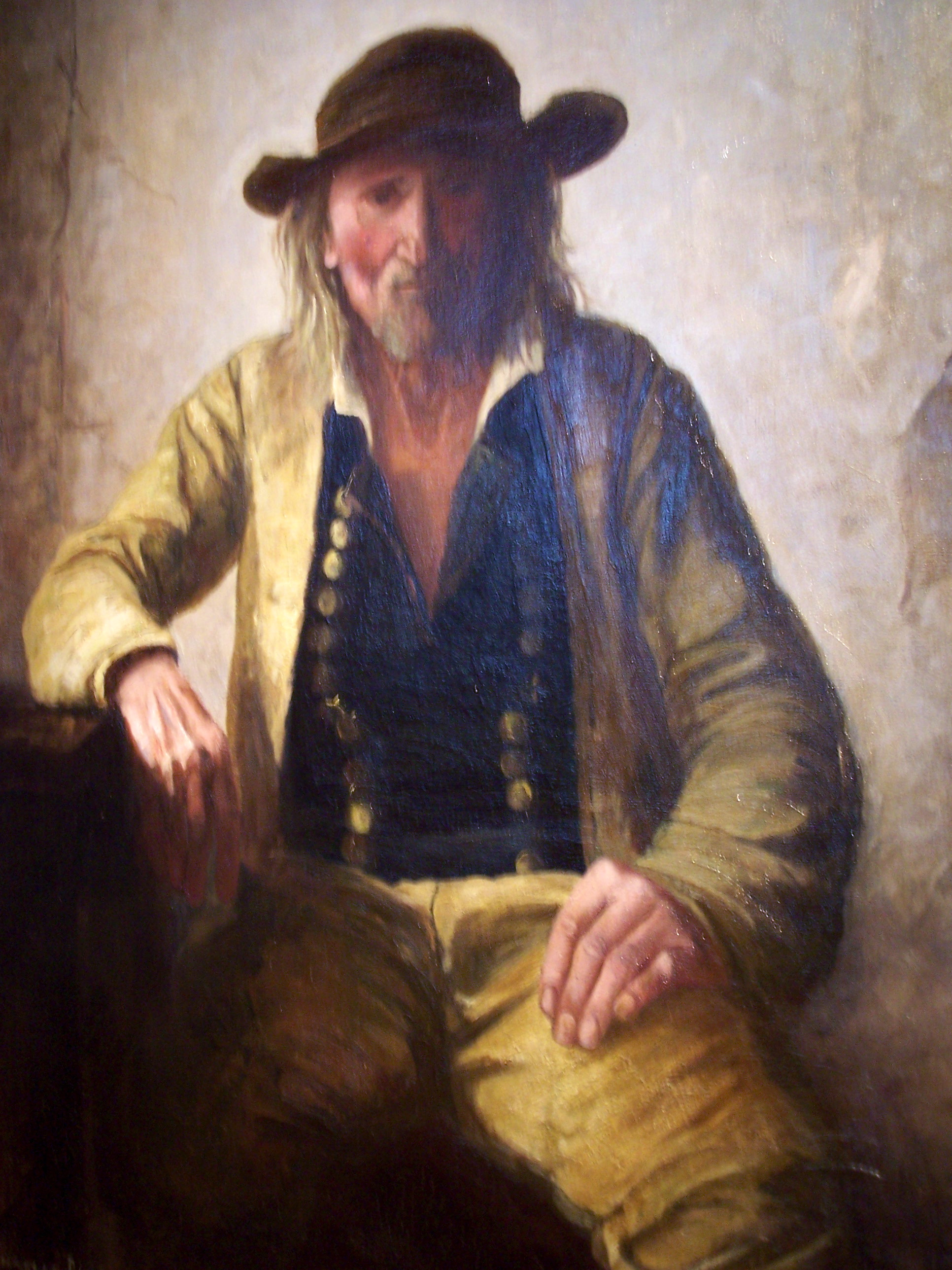
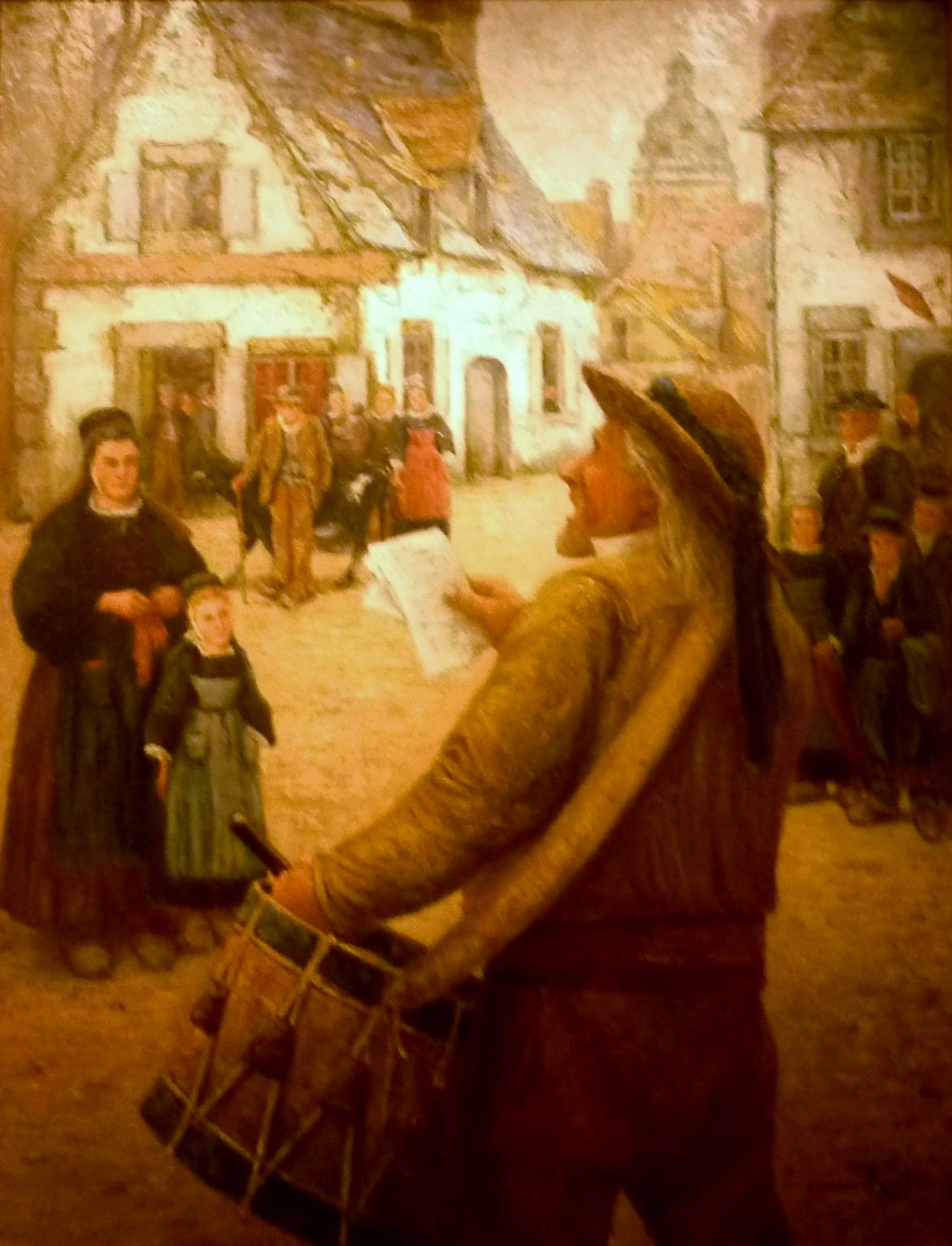